# Трейл-Сайд (Колорадо)
Трейл-Сайд (англ. Trail Side) — переписна місцевість (CDP) в США, в окрузі Морган штату Колорадо. Населення — 157 осіб (2020).

## Географія
Трейл-Сайд розташований за координатами 40°14′57″ пн. ш. 103°50′36″ зх. д. / 40.24917° пн. ш. 103.84333° зх. д. (40.249040, -103.843203).  За даними Бюро перепису населення США в 2010 році переписна місцевість мала площу 1,86 км², уся площа — суходіл.

## Демографія
Згідно з переписом 2010 року, у переписній місцевості мешкало 59 осіб у 18 домогосподарствах у складі 13 родин. Густота населення становила 32 особи/км².  Було 19 помешкань (10/км²).
Расовий склад населення:
| - 93,2 % — білих - 3,4 % — осіб інших рас |

До двох чи більше рас належало 3,4 %. Частка іспаномовних становила 28,8 % від усіх жителів.
За віковим діапазоном населення розподілялося таким чином: 40,7 % — особи молодші 18 років, 52,5 % — особи у віці 18—64 років, 6,8 % — особи у віці 65 років та старші. Медіана віку мешканця становила 26,5 року. На 100 осіб жіночої статі у переписній місцевості припадало 90,3 чоловіків;  на 100 жінок у віці від 18 років та старших — 94,4 чоловіків також старших 18 років.
Цивільне працевлаштоване населення становило 32 особи. Основні галузі зайнятості: освіта, охорона здоров'я та соціальна допомога — 53,1 %, будівництво — 46,9 %.